# Futsal-Afrikameisterschaft 2008
Die 4. Futsal-Afrikameisterschaft 2008 wurde vom 21. bis 31. März 2008 in zwei verschiedenen Orten in Libyen ausgetragen. Der Turniersieger und Afrikameister wurde der Gastgeber. Das Turnier diente als Qualifikation für die Futsal-Weltmeisterschaft 2008 in Brasilien.

## Gruppenphase

### Gruppe A
| Pl. | Land     | Sp. | S | U | N | Tore    | Diff. | Punkte |
| --- | -------- | --- | - | - | - | ------- | ----- | ------ |
| 1.  | Libyen   | 4   | 4 | 0 | 0 | 019:400 | +15   | 12     |
| 2.  | Marokko  | 4   | 3 | 0 | 1 | 016:600 | +10   | 09     |
| 3.  | Nigeria  | 4   | 1 | 1 | 2 | 009:120 | −3    | 04     |
| 4.  | Tunesien | 4   | 1 | 0 | 3 | 009:150 | −6    | 03     |
| 4.  | Kamerun  | 4   | 0 | 1 | 3 | 006:220 | −16   | 01     |

| 21. März 2008, 14 Uhr    |   |          |     |
| Tunesien                 | – | Marokko  | 0:5 |
| 21. März 2008, 20:30 Uhr |   |          |     |
| Libyen                   | – | Nigeria  | 4:0 |
| 22. März 2008, 18 Uhr    |   |          |     |
| Kamerun                  | – | Nigeria  | 3:3 |
| 22. März 2008, 20 Uhr    |   |          |     |
| Libyen                   | – | Tunesien | 4:2 |
| 23. März 2008, 18 Uhr    |   |          |     |
| Kamerun                  | – | Tunesien | 1:4 |
| 23. März 2008, 20 Uhr    |   |          |     |
| Libyen                   | – | Marokko  | 4:1 |
| 24. März 2008, 18 Uhr    |   |          |     |
| Kamerun                  | – | Libyen   | 1:7 |
| 24. März 2008, 20 Uhr    |   |          |     |
| Marokko                  | – | Nigeria  | 2:1 |
| 25. März 2008, 18 Uhr    |   |          |     |
| Nigeria                  | – | Tunesien | 5:3 |
| 25. März 2008, 20 Uhr    |   |          |     |
| Marokko                  | – | Kamerun  | 8:1 |

### Gruppe B
| Pl. | Land      | Sp. | S | U | N | Tore    | Diff. | Punkte |
| --- | --------- | --- | - | - | - | ------- | ----- | ------ |
| 1.  | Ägypten   | 4   | 2 | 2 | 0 | 020:700 | +13   | 08     |
| 2.  | Mosambik  | 4   | 2 | 1 | 1 | 025:120 | +13   | 07     |
| 3.  | Angola    | 4   | 2 | 1 | 1 | 020:190 | +1    | 07     |
| 4.  | Sambia    | 4   | 1 | 0 | 3 | 015:280 | −13   | 03     |
| 4.  | Südafrika | 4   | 1 | 0 | 3 | 017:310 | −14   | 03     |

| 21. März 2008, 12 Uhr |   |           |      |
| Südafrika             | – | Angola    | 4:8  |
| 21. März 2008, 16 Uhr |   |           |      |
| Ägypten               | – | Sambia    | 49:0 |
| 22. März 2008, 18 Uhr |   |           |      |
| Ägypten               | – | Südafrika | 8:4  |
| 22. März 2008, 20 Uhr |   |           |      |
| Mosambik              | – | Sambia    | 9:2  |
| 23. März 2008, 18 Uhr |   |           |      |
| Angola                | – | Ägypten   | 2:2  |
| 23. März 2008, 20 Uhr |   |           |      |
| Südafrika             | – | Mosambik  | 3:10 |
| 24. März 2008, 18 Uhr |   |           |      |
| Ägypten               | – | Mosambik  | 1:1  |
| 24. März 2008, 20 Uhr |   |           |      |
| Sambia                | – | Angola    | 8:4  |
| 25. März 2008, 18 Uhr |   |           |      |
| Sambia                | – | Südafrika | 5:6  |
| 25. März 2008, 20 Uhr |   |           |      |
| Angola                | – | Mosambik  | 6:5  |

## Hauptrunde

### Halbfinale
| Datum                    |         | Ergebnis |          |
| ------------------------ | ------- | -------- | -------- |
| 28. März 2008, 17 Uhr    | Ägypten | 4:1      | Marokko  |
| 28. März 2008, 19:30 Uhr | Libyen  | 4:1      | Mosambik |

### Spiel um Platz 3
| Datum                 |         | Ergebnis  |          |
| --------------------- | ------- | --------- | -------- |
| 30. März 2008, 17 Uhr | Marokko | 3:1 n. V. | Mosambik |

### Finale
| Datum                    |         | Ergebnis  |        |
| ------------------------ | ------- | --------- | ------ |
| 31. März 2008, 19:30 Uhr | Ägypten | 3:4 n. V. | Libyen |